# Novinar (1979.)
Novinar, hrvatski dugometražni film iz 1979. godine.